# Berberitzenmahonie
Die Berberitzenmahonie oder Hybridmahonie, Bastardmahonie (×Mahoberberis) ist eine Hybridgattung, eine züchterische Kreuzung zwischen einer Berberitzen- und einer Mahonien-Art (Mahonia × Berberis). Der Gattungsname Mahoberberis ist aus den Gattungsnamen Mahonia und Berberis gebildet.

## Beschreibung
Die durch diese Kreuzung gefundenen Formen unterscheiden sich von den Berberitzen durch die unbedornten Zweige, von den Mahonien durch die meist einfachen, gelegentlich dreiteiligen Blätter. Sie werden hauptsächlich wegen ihres Laubes angepflanzt, das meist variabel ist. Manche Pflanzen haben sowohl einteilige, als auch dreiteilige Blätter, die entweder fein oder grob gezähnt sind. Die Blüten sind gelb und erscheinen im Frühjahr in kleinen Büscheln. Die Beeren sind schwarz und meist steril. Die Arten dieser Hybridgattung gelten als winterhart.

## Systematik
Es werden verschiedene Arten je nach Elternarten unterschieden:
- ×Mahoberberis aquicandidula Krüssm.: Eine Kreuzung zwischen der Gewöhnlichen Mahonie (Mahonia aquifolium) und der Schneeigen Berberitze (Berberis candidula).

- ×Mahoberberis aquisargentii Krüssm.: Eine Kreuzung zwischen der Gewöhnlichen Mahonie (Mahonia aquifolium) und Sargents Berberitze (Berberis sargentiana). Es handelt sich um einen aufrechten Strauch mit dichtem Wuchs. Es wachsen zwei Arten von glänzenden, dunkelgrünen, unterseits blasseren Blätter: die einen sind steif, dreiteilig, bis 8 Zentimeter lang und stachelig gezähnt, die anderen sind dünn, einteilig, fein gezähnt und bis 20 Zentimeter lang. Die kleinen gelben Blüten wachsen in endständigen Büscheln und erscheinen im Frühjahr. Die Beerenfrüchte dieser Art sind schwarz.
- ×Mahoberberis miethkeana  Melander & Eade
- ×Mahoberberis neubertii (Baumann ex Lem.) C.K.Schneid.: Eine Kreuzung zwischen der Gewöhnlichen Mahonie (Mahonia aquifolium) und der Gewöhnlichen Berberitze (Berberis vulgaris). Es handelt sich um einen immergrünen oder nur wintergrünen, bis 1 Meter hohen rundlich wachsenden Strauch. Die Blätter sind blaugrün, bei kaltem Wetter manchmal bronzefarben, derb ledrig, an den Langtrieben einfach, eiförmig-länglich, bis 5 Zentimeter lang, stark gebuchtet, an jeder Seite mit fünf bis sieben langen Stachelzähnen. Die an Kurztrieben wachsenden Blätter sind teils ungestielt und einfach, teils 2 bis 3 Zentimeter lang gestielt und dreiteilig und am Rand fein borstig gezähnt. Von dieser Art sind keine Blüten bekannt.

Rostresistente Sorten:
- ×Mahoberberis 'Smaragd'
- ×Mahoberberis 'Magic'